# Verosimilitudine
Verosimilitatea (verosimilitudinea) este un concept filosofic care distinge între  adevărul relativ și  aparent și falsitatea unor afirmații și ipoteze.  Problema verosimilitudinii este problema articulării a ceea de care este nevoie pentru ca o teorie falsă să fie adusă mai aproape de adevăr decât o altă teorie falsă. 
Problema similitudinii a fost în centrul filozofiei lui Karl Popper, în mare parte pentru că Popper a fost printre primii care afirmă că adevărul este scopul investigației științifice, recunoscând totodată că cele mai multe dintre cele mai mari teorii științifice din istoria științei sunt, strict vorbind, false.